# Шилово (Новосибирская область)
Шилово — село в Новосибирском районе Новосибирской области России. Входит в состав Ярковского сельсовета.

## История
Уже в 1816 году на подробной карте Колывано-Вознесенской горной округи присутствует деревня Шилово.

## География
Площадь села — 228 гектаров.

## Население
| 1926 | 2002 | 2007 | 2010 |
| ---- | ---- | ---- | ---- |
| 1423 | ↘167 | ↗177 | ↗179 |

## Инфраструктура
В селе по данным на 2007 год функционируют 1 учреждение здравоохранения и 1 учреждение образования.